# Dezitiaták
A dezitiaták (latin Daesitiates) ókori pannon néptörzs, egyike a Sztrabón és Idősebb Plinius által említett hat pannon törzsnek, amely észak felé az Isterig, dél felé az ardiaták földjéig lakott. Salonaetől 156 római mérföldre castellumuk volt, amelyhez Tiberius római császár uralkodása alatt 19–20 körül út épült. Ebből az következtethető, hogy a legkeletibb pannoniai törzs lehettek.